# Anisostachya brevibracteata
Anisostachya brevibracteata är en akantusväxtart som beskrevs av Raymond Benoist. Anisostachya brevibracteata ingår i släktet Anisostachya och familjen akantusväxter. Inga underarter finns listade i Catalogue of Life.